# Cledonomanzia
La cledonomanzia o cledonismanzia o cledonismo era l'arte divinatoria di interpretare le parole ascoltate.

## Storia
Secondo Pausania questa specie di divinazione era particolarmente in uso a Smirne dove c'era un tempio nel quale si davano e si ricevevano oracoli in questo modo; a Tebe c'era la stessa pratica nel tempio di Apollo Spodio, ma secondo la tradizione questa pratica era attribuita per prima a Cerere.
Le parole che, intese o proferite in certe occasioni, erano tenute di buono o cattivo presagio erano chiamate ottai, kledones (da kaleo) o phemai (da phanai, parlare). Le parole mal suonanti si chiamavano kakai ottai, malae voces o dysphemiai e colui che le pronunciava era reputato blasphemein. Questa specie di termini si evitavano con scrupolosa attenzione specialmente nella celebrazione dei misteri, dal che viene l'espressione di Orazio: male ominatis parcite verbis. Queste parole acquistavano un nuovo peso ed una nuova importanza allorché sfuggivano dalla bocca di un fratello o di un parente prossimo.
Un solo nome offriva talvolta l'augurio di un buon evento, come si può giudicare dal seguente esempio: Leotichida, essendo sollecitato da un Samio di intraprendere la guerra contro i Persiani, chiese il suo nome e sapendo che era Egesistrato ("conduttore di un'armata") rispose: "Io accetto l'augurio di Egesistrato". Del resto ciò che vi era di comodo in questa specie di divinazione era la libertà di accettare o di rifiutare una parola ad un presagio.
Se il detto era inteso in tutta la sua forza da colui che lo udiva e se faceva senso nella sua immaginazione, aveva tutta la sua influenza; ma se l'uditore lo lasciava cadere o non vi prestava una pronta attenzione, l'augurio era senza forza. Cicerone racconta che i Pitagorici solevano prestare una seria attenzione alle parole degli uomini al pari che a quelle degli dei.